# Kõrveküla (Kadrina)
Kõrveküla es un pueblo ubicado en el municipio de Kadrina, en el condado de Lääne-Viru, Estonia.

## Superficie
Posee una superficie de 18,96 kilómetros cuadrados.

## Demografía
Hasta 2021 la población era de 27 habitantes, con una densidad de población de 1,424 habitantes por kilómetro cuadrado.